# Every Sperm Is Sacred
Every Sperm Is Sacred (littéralement « Chaque spermatozoïde est sacré ») est une chanson du film Monty Python : Le sens de la vie (The Meaning of Life). Cette chanson humoristique traite de la sexualité du point de vue d'un catholique qui s'oppose à son voisin protestant, plus progressiste. Elle tourne en dérision la doctrine catholique qui interdit la contraception et considère la sexualité comme ayant pour seul but la procréation.
Cette chanson sera plus tard incluse sur l'album Monty Python Sings (en).

## Description de la scène
Dans le Yorkshire, une femme (Terry Jones) accouche alors qu'elle fait la vaisselle. Le bébé atterrit violemment sur le sol, sans que la mère, lasse, s'en émeuve. Le mari (Michael Palin) rentre chez lui. On découvre une famille avec de très nombreux enfants - tellement qu'ils remplissent le rez-de-chaussée de leur maison. Le père annonce qu'il a perdu son emploi à l'usine, et qu'il doit vendre ses enfants à un laboratoire de médecine expérimentale. Les enfants demandent pourquoi il n'a pas mis de préservatif. L'homme répond que ce serait aller à l'encontre de leur foi catholique.
Un enfant suggère à son père de subir une ablation des testicules, mais son père répond, en chantant, qu'aux yeux de Dieu, chaque spermatozoïde est sacré et qu'il ne doit pas être gaspillé : 

« Every sperm is sacred,

Every sperm is great.

If a sperm is wasted

God gets quite irate. »

## Commentaires
La chanson est une des plus célèbres des Monty Python. La séquence de la chanson dans Le Sens de la vie est visuellement très élaborée, incluant de longs numéros de danse, qui ont été chorégraphiés par Arlene Phillips (en) d'après un storyboard du réalisateur Terry Jones.
Ce titre est nommé aux BAFTA Awards 1984 comme meilleure chanson originale.